# Galería Nacional de Noruega
La Galería Nacional de Noruega (en noruego: Nasjonalgalleriet) es una pinacoteca localizada en Oslo, Noruega. Desde 2003, forma parte del Museo Nacional de Arte, Arquitectura y Diseño. Es conocida internacionalmente por su colección de pinturas del artista noruego Edvard Munch.

## Historia y colecciones
Creado en 1842, el museo estuvo ubicado en el Palacio Real de Oslo hasta 1882, cuando se trasladó a su localización actual, un sencillo edificio de ladrillo de estilo historicista, situado en el centro de la ciudad, diseñado por Heinrich Ernst y Adolf Schirmer.
La colección abarca prácticamente todas las épocas de la Historia del arte, desde el Antiguo Egipto hasta el siglo XXI. Aunque su interés principal se centra en la pintura, también se exhiben muebles, tapices, esculturas, dibujos y grabados. Destaca la presencia de artistas del norte de Europa, cercanos al ámbito geográfico noruego, sobre todo pintores alemanes, holandeses y daneses; así como la amplitud y calidad de sus colecciones pertenecientes a las vanguardias históricas. 
El discurso expositivo del Museo arranca con esculturas y relieves egipcios, griegos y romanos; la Edad Media se presenta con una selección de iconos rusos de variada datación. Ya en Renacimiento y Barroco, destaca el conjunto de obras de Lucas Cranach el Viejo (La Edad de Oro, El martirio de san Sebastián) así como ejemplos de El Greco, Joos van Cleve, Van Dyck, Frans Snyders, José de Ribera, Jan van Goyen, Ferdinand Bol o Salomon van Ruysdael.

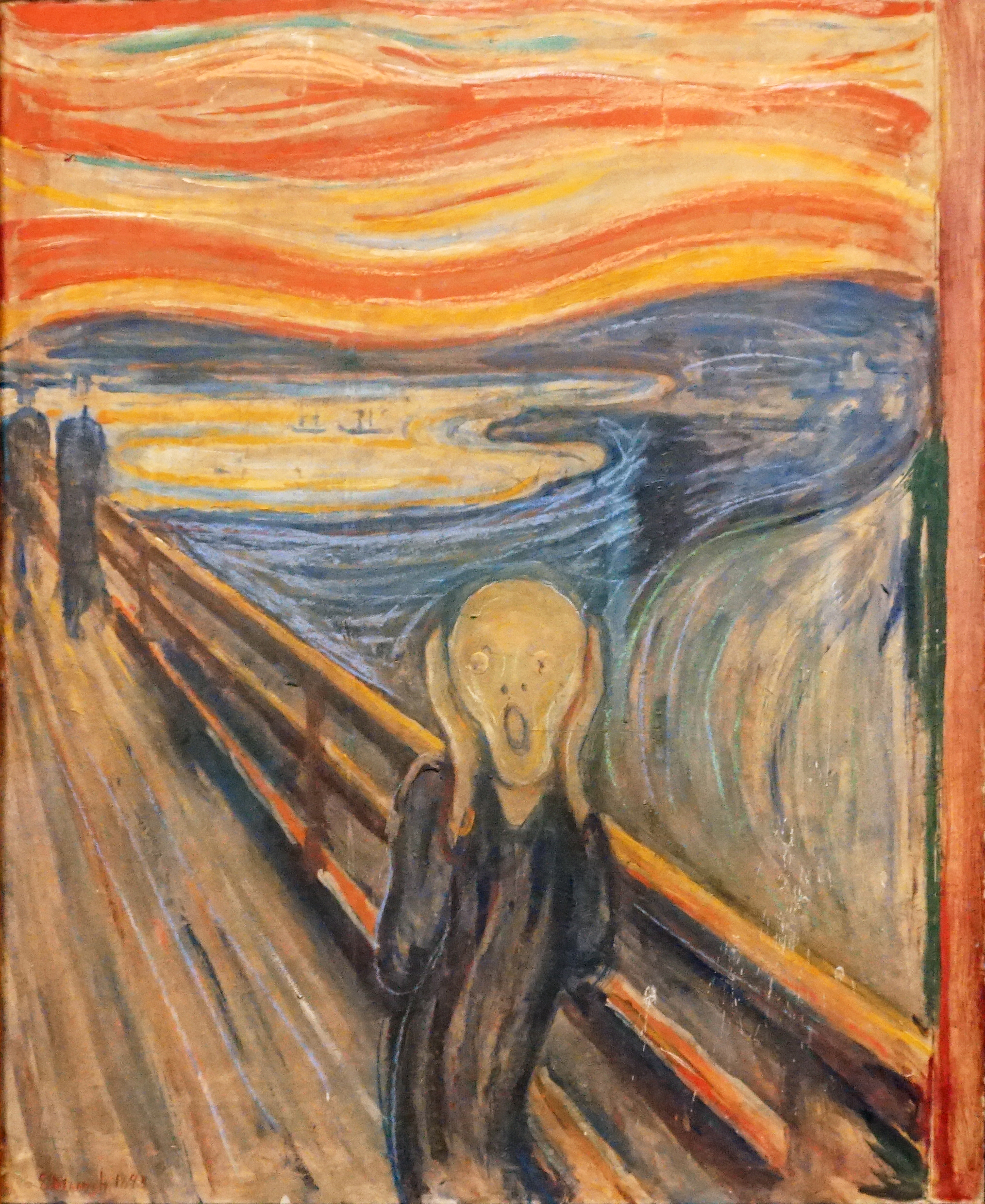
E. Munch: El grito, 1893.

El siglo XIX se inaugura con el paisajismo nórdico de pintores, como el noruego Johan Christian Dahl, presente con una extenso conjunto de obras, o Caspar David Friedrich, continuando con Eugene Delacroix, Goya (Escena de la Inquisición, Retrato de un picador) y Courbet; hasta llegar al Impresionismo y Postimpresionismo, representados con importantes obras de Edouard Manet (Vista de la Exposición Universal de 1867), Monet, Renoir, Cézanne o van Gogh (Autorretrato de 1889), así como un conjunto de esculturas de Edgar Degas.
Mención aparte merece el capítulo que se dedica al artista noruego más destacado, Edvard Munch. Está considerada la colección más importante de obras del artista, junto al Museo Munch en la misma ciudad. Se exponen desde retratos adscritos a su pintura más convencional hasta los más conocidos de toda su producción, como La danza de la vida, Madonna o El grito. También se exhiben algunos de sus grabados, fotografías y escritos.
El panorama se completa con una sólida presencia del arte del siglo XX y actual, donde destacan Picasso, Matisse o Braque, así como artistas noruegos escasamente conocidos fuera de su país, como Harald Sohlberg o Arne Ekeland.